# ジーン・アウル
ジーン・アウル（Jean Marie Untinen Auel、1936年2月18日 - ）は、アメリカ合衆国の小説家である。

## 作品解説
アウルの代表作は、旧石器時代を舞台とした歴史ファンタジーシリーズ『アース・チルドレン』（Earth's Children）である。本シリーズは全6部で完結している。物語は、地震により孤児となったクロマニョン人の少女エイラが、ネアンデルタール人の氏族に拾われ、その中で成長していく姿と、彼女の旅路を描いている。

### 日本語訳について
本シリーズの日本語訳は、評論社と集英社（ホーム社）からそれぞれ出版されており、タイトルや固有名詞の訳語に多くの相違が見られる。集英社版の記述によれば、評論社版は青少年向けに内容を一部省略した「抄訳」であるのに対し、集英社版は「完訳」とされている。集英社版の方が、評論社版よりも丁寧に翻訳されており、大人向けの記述であるという評価も存在する。

### シリーズ作品一覧
各作品の原題、出版年、および日本語訳版の情報を以下に示す。数字はアラビア数字を用いる。
- 『アース・チルドレン』（Earth's Children、シリーズ総称）
  - 評論社版シリーズタイトル：『始原への旅立ち』
  - 集英社版シリーズタイトル：『エイラ―地上の旅人』
- 第1部：『ケーブ・ベアの一族』（The Clan of the Cave Bear、1980年出版）
  - 評論社版：『大地の子エイラ』（上・中・下）
    - 翻訳者：中村妙子
    - 日本語訳出版：1983年

  - 集英社版：『ケーブ・ベアの一族』（上・下）
    - 翻訳者：大久保寛
    - 日本語訳出版：2004年

  - 本作品は1986年にアメリカ合衆国で映画化された。監督はマイケル・チャップマン、主演はダリル・ハンナである。映画化を記念し、同年には評論社版の文庫版が発売され、表紙には映画のビジュアルが使用された。
- 第2部：『野生馬の谷』（The Valley of Horses、1982年出版）
  - 評論社版：『恋をするエイラ』（上・中・下）
    - 翻訳者：中村妙子
    - 日本語訳出版：1985年

  - 集英社版：『野生馬の谷』（上・下）
    - 翻訳者：佐々田雅子
    - 日本語訳出版：2004年
- 第3部：『マンモス・ハンター』（The Mammoth Hunters、1985年出版）
  - 評論社版：『狩りをするエイラ』（上・中・下）
    - 翻訳者：中村妙子
    - 日本語訳出版：1987年

  - 集英社版：『マンモス・ハンター』（上・中・下）
    - 翻訳者：白石朗
    - 日本語訳出版：2005年
- 第4部：『平原の旅』（The Plains of Passage、1990年出版）
  - 評論社版：『大陸をかけるエイラ』（上・中・下）
    - 翻訳者：百々佑利子
    - 日本語訳出版：1993年 - 1994年

  - 集英社版：『平原の旅』（上・中・下）
    - 翻訳者：金原瑞人
    - 日本語訳出版：2005年
- 第5部：『故郷の岩屋』（The Shelters of Stone、2002年出版）
  - 評論社版：未訳
  - 集英社版：『故郷の岩屋』（上・中・下）
    - 翻訳者：白石朗
    - 日本語訳出版：2005年 - 2006年
- 第6部：『聖なる洞窟の地』（The Land of Painted Caves、2011年出版）
  - 評論社版：未訳
  - 集英社版：『聖なる洞窟の地』（上・中・下）
    - 翻訳者：白石朗
    - 日本語訳出版：2013年